# 후케 노리키
후케 노리키(일본어: 吹ヶ 徳喜, 1997년 7월 22일~)는 일본의 축구 선수이다.

## 구단 경력
그는 2020년 J2리그의 도쿠시마 보르티스에 입단했다. 2021년부터 J1리그로 승격했다. 2022년 J3리그의 FC 이마바리로 임대 이적했다. 2023년 도쿠시마 보르티스로 복귀했다. 2023년후 현역 은퇴.